# 29808 Youssoliman
29808 Youssoliman è un asteroide della fascia principale. Scoperto nel 1999, presenta un'orbita caratterizzata da un semiasse maggiore pari a 2,5753983 UA e da un'eccentricità di 0,1414560, inclinata di 3,58330° rispetto all'eclittica.